# اسرائیل ۲۱سی
اسرائیل ۲۱سی یک مجلهٔ آنلاین آمریکایی است که بر پیشرفت‌های فناورانه و علمی محققان اسرائیلی و پوشش جامعه و فرهنگ اسرائیل تمرکز دارد. دفتر مرکزی این مجله در سانفرانسیسکو قرار دارد.

## تاریخچه
اسرائیل ۲۱سی در دسامبر ۲۰۰۰ توسط دو کارآفرین فناوری از سیلیکون ولی، اریک بن‌حمو، رئیس ۳کام و پالم، و زوی آلون، یکی از بنیان‌گذاران و مالکان نتویشن، تأسیس شد. آلون در اسرائیل متولد شده است، در حالی که بن‌حمو در الجزایر به دنیا آمد، پس از استقلال الجزایر به‌عنوان پناهنده به فرانسه مهاجرت کرد.
معاون اجرایی بنیان‌گذار این مجله، لری واینبرگ است. این دو نفر اسرائیل ۲۱سی را در واکنش به پوشش خبری منفی علیه اسرائیل در دوران انتفاضه دوم تأسیس کردند.

## مجله
این مجله بر دستاوردهای اسرائیل در زمینه‌های علمی، پزشکی، فناوری و فرهنگ تمرکز دارد. لری واینبرگ در گفت‌وگو با روزنامه هاآرتص اظهار داشت: «ما به دنبال هر محصول، اختراع، دستگاه فناوری، دارو، شرکت، سازمان غیردولتی، رویداد یا شخصی هستیم که بتواند به آمریکایی‌ها نشان دهد اسرائیل چگونه به زندگی آمریکایی ارزش افزوده می‌بخشد یا ارزش‌های بنیادین زندگی آمریکایی را به اشتراک می‌گذارد.» اسرائیل ۲۱سی نه تنها خبرنگارانی را برای پوشش این اخبار به کار می‌گیرد، بلکه به‌عنوان یک سرویس خبری، مطالب را به روزنامه‌ها و مجلات انگلیسی‌زبان ارائه می‌دهد.
تعدادی از فصل‌های کتاب اسرائیل در جهان: تغییر زندگی‌ها از طریق نوآوری، منتشر شده در سال ۲۰۰۵، از مقالات مجله اسرائیل ۲۱سی گرفته شده است.
بر اساس سالنامه یهودیان آمریکایی در سال ۲۰۱۸، مجله اسرائیل ۲۱سی به‌عنوان «تنها منبع خبری و اطلاعاتی متنوع و قابل اعتماد دربارهٔ اسرائیل در قرن بیست و یکم» شناخته می‌شود و محتوای این مجله توسط «منابع خبری، وبلاگ‌نویسان و کسب‌وکارها» در سراسر جهان استفاده می‌شود.

## رسانه
در سال ۲۰۰۲، در جریان انتفاضه دوم، اسرائیل ۲۱سی یک کمپین تبلیغاتی تلویزیونی دربارهٔ زندگی روزمره در اسرائیل و دولت دموکراتیک اسرائیل تولید کرد. این تبلیغات اسرائیل را در جبهه مثبت نشان می‌دادند. سی‌ان‌ان از پخش این تبلیغات خودداری کرد و وظیفه خود را «جلوگیری از تحریک موقعیت‌های متشنج یا به خطر انداختن خبرنگارانش» عنوان کرد. اسرائیل ۲۱سی زمان پخش را از دفاتر محلی سی‌ان‌ان خریداری کرد.